# هیزلایت
هیزلایت (انگلیسی: Hazelight Studios) شرکت بازی ویدئویی سوئدی است، که در سال ۲۰۱۴ توسط یوسف فارس تأسیس شد.